# Prasinocyma eremica
Prasinocyma eremica är en fjärilsart som beskrevs av Edward P. Wiltshire 1980. Prasinocyma eremica ingår i släktet Prasinocyma och familjen mätare. Inga underarter finns listade i Catalogue of Life.